# 甜心戰士 THE LIVE
《甜心戰士 THE LIVE》（Cutie Honey The Live）。2007年10月2日至2008年3月25日，日本东京电视台系列放送的一部特摄作品。全25话(DVD是全26话)。根据永井豪原作的漫画・动画作品《甜心戰士》而改编的真人电视剧版。

## 概要
杂志模特儿原幹惠的首次主演电视剧作品。由于亲自动手《牙狼GARO》的深侧面的制作，因此《牙狼》的部分演员和特殊摄影节目的人员一起参加了这部影片的拍摄工作。
本作最大的特征就是「3人的甜心戰士偶像戏剧」的提名，与对天真活泼的甜心的性格，最大的情况就是豹爪组织的设定发生了很大的改变，与原作和过去的重制作品比较，本作独特的设定与取材较多，内容相对性「甜心戰士的重制版」也相当接近。另一方面，与最近多数上市的杂志模特儿的色调及电视剧性的外观根据却与其相反，由于横山诚总监督的高水平的动作和描绘，还有系列构成的井上敏树的黑暗一面的显现，努力做完为靠近永井豪的原本作品的风格，塑造成为了硬暴力的电视剧。更加描绘出了最后一次被电视动画片的甜心戰士被继续一样的结束方式。

## 主要登场人物
如月甜心/甜心戰士
饰：原幹惠
本作的主人公。白蔷薇学园的一名高中女学生、她原本是如月博士·如月光史郎制造出的人造人。生日与美希、由希一样是1990年2月26日，血型也同样是B型。口呼“甜心闪光！”则变身成为“红色的甜心戰士”，其称呼为“甜心戰士”。头发是红色的短发。身负有与豹爪组织战斗的使命。标志为红心，印象色为红色。印象物是红蔷薇。
基本设定与过去版本的甜心差不多是一样的，只是性格与其它版本的大有差异而已，原作主要是塑造甜心为「强与美的女性」，其版本则变更为天真活泼、纯洁好动的美少女。战斗力远比美希与由希低得要多，但是她的成长速度较快，战斗的经验可以使她慢慢变强。战斗时主要以胸部与臀部进行抗战。在3人并肩作战中可以显现出谁的战斗力比较强。武器同原作一样是「白银花剑」。甜心在需要高度加速的场合中则变身成为飓风甜心。她在3人中持有最完全的「甜心系统」（空中元素固定装置）。系统的暴走需要释放出体内多余的能量，暴走前的预兆是反常的睡眠，一觉睡下去就3天不起，暴走时的甜心发色呈金色，表情变得冷酷，全身散发出灼热的能量，触及到的水、金属等物品都全部蒸发，这需要一个释放多余能量的装备，能量放出后则立即失去意识，意识恢复后就暂时没有能量再变身了。「甜心戰士」的称呼在剧中第一话出现，在与豹爪组织的成员·清也渡最初敌对时称呼过，后来随之就称呼战斗形态的甜心为“甜心戰士”。甜心的空中元素固定装置在移植到由希体内时体内机能完全停止，美希为了甜心牺牲自己把自己的装置植入了甜心的体内时甜心再次复活了（确切来说是与美希合为一体了）。最终决战时的甜心闪光变身后头发两侧颜色变蓝，身着美希的蓝色战斗装与手持飞镖刀的战斗姿态。
最终决战时早见把美希的遗言转达给甜心，为了救出由希用甜心闪光把由希分解了，之后早见与甜心一起并肩与豹爪作战，美希与由希活在了甜心的体内，之后甜心在战斗时都使用了美希与由希的得意技。
早见青儿
饰：山本匠马
经营着河川敷「早见侦探事务所」的青年。他是一名大学生，兼职侦探的行业。他的正义感很强烈，从不贪污金钱，是能文不能武的类型。有时候会极度恍惚，见到美女就会毫不犹豫的去搭讪甚至还示爱。最初，在被黑道人物追赶途中遇到了甜心，从此两人就一起卷入了豹爪的事件中。
本作的早见继承了写实电影版的早见，从一个新闻记者改编成了私家侦探，与甜心一起作战的事还不如说是对化解这场事件是最有帮助的一个角色。还有在本作中关于早见的家人设定是不存在的。
最后决战结束后，由希把甜心托付给早见的事，成为与甜心一同与豹爪战斗的伙伴，用手枪来与豹爪的战斗员进行交锋。
早乙女美希/姊妹美希
饰：水崎绫女
电视剧登场的角色。口呼“甜心闪光！”变身成为“蓝色的甜心戰士”，其称呼为“姊妹美希”。发色呈黑色，一部分为蓝色。标志为黑桃。印象色为蓝色。印象物是锁链。名字的由来借鉴于早乙女美希尔与牧村美希。
双亲的名字是早乙女进、岬。
甜心是光，美希是影，她有着一段黑暗的过去。美希有讨厌和别人交流的性格。从女子劳改所出来后转入了甜心所在的白蔷薇学园。是3人中最初创造出来的人造人（和甜心不一样，甜心是人造人，美希与由希是改造人）。她的空中元素固定装置是一个不完全的欠缺品，体内随时会冒出铁刺钉与铁锁链的异物（身体产生物质化现象），非常痛苦。变身后会增大对身体的负担，变身解除后则全身失去力气摊倒在地。她原本是一个出生于一个普通家庭的少女，失去女儿的如月博士变得丧心病狂，他一直在寻找与自己女儿生日血型相同的女孩并将双亲杀害，将此少女改造为人造人，这个少女就是美希，从此并以虚假的记忆与如月博士一起过着父女的生活，可是如月博士失败了，他发现改造后的美希是个不完全的失败作，并打算废弃了美希；美希自从身体里冒出的第一个异物起就对如月博士产生了怀疑，并偷看了如月博士的日记，想起了自己的过去，美希怒上心头，召唤出体内巨大的异物—一把双头附有尖角式的反曲刀状的武器「蓝回力镖」（之后战斗时的武器处于生锈破烂状态，由于第一次召唤之时到1年后再次召唤出已经很长时间了，再加上自己的甜心系统是不完全的所以导致飞镖刀残破生锈），将如月博士杀害后逃走了。一年后转入了白蔷薇学园，发现如月甜心也是一个人造人，而且还是个完全的人造人，美希一直怀恨在心，后来在与甜心的交流中甜心取得了美希的信任与了解，两人一起并肩作战。之后多次变身使身体达到最高界限，全身异物一齐涌出贯穿了内脏，使体内系统的机能完全停止了。她的异常一直都被暗恋美希的豹爪干部·鸟川真由美注视着，并利用甜心的部件使美希暂时又复活了，但她的空中元素固定装置依然还是个不完全的东西，随时还可能面临着生命危险。之后美希请求鸟川把自己的空中元素固定装置移植给甜心，留下遗言自愿牺牲了自己（活在了甜心体内）。后来甜心变身时激活了美希的空中元素固定装置（最终决战时，甜心变身后的姿态表示了美希把自己的力量托付给了她并活在她当中）。
剑持由希/姊妹由希
饰：竹田真恋人
电视剧登场的角色。口呼“甜心闪光！”变身成为“白色的甜心戰士”，其称呼为“姊妹由希”。发色呈纯白色。标志为方块。印象色为白色。印象物是白菊花。
大富豪·剑持家的大小姐，感觉上是与世隔绝的那种类型，比甜心还要纯真呆痴些。作为女性但却一直对甜心恋慕拥护，对经常与甜心在一起的早见有着一颗强烈燃烧的嫉妒心。她与美希一样被如月博士改造，是第2个背负悲惨命运的少女，之后作为如月博士的女儿被养育了。但是，她也是一个不完全的改造人。她的战斗力要远比甜心与美希高出好几倍，拥有把全部豹爪组织的干部铲除的压倒性力量。手持付有锐利刀刃的圆盘状武器「白金飞轮」战斗。她的得意技非常特殊，后踢腿能把敌人踢飞还有手腕银环放射出强烈的动击波冲击对手。武打方式融合了中国拳法、芭蕾武功、空手道与跆拳道，这个战斗风格使之觉得她十分优雅，与敌人对打时手段冷酷无情，悠纪只会让敌方受到重创而不赶尽杀绝。
由希发现了美希竟然也能变身，从而怀疑父亲是否只是爱自己的，于是由希想方设法除掉美希，由希从美希那得知了自己的空中元素固定装置也是不完全的，再加上中条给予由希死的恐怖，然而对生存的欲望事十分的强烈。之后身体开始发生异变，体内涌冒出玩具布偶与铁球，绝望感与恐惧心理使自己的精神大受刺激，迷失自我的由希发现了甜心也是如月博士所创造出来的完全人造人，幻想着甜心是父亲送给她的礼物，这样她就不会死了。由希以转学生名义中途转入了白蔷薇学园，为了独占甜心，由希收买了学校的同学使之企图孤立甜心。在目睹了美希全身被异物贯穿，机能停止的恐怖情景后，死的恐怖使她盯上了甜心那完全的空中元素固定装置，最后与甜心一起落入了豹爪干部·田中弘美的手中，把甜心的空中元素固定装置移植到由希体内，并把由希给洗脑操纵了，在由希的挣扎下克服了洗脑，但思想与意志已经完全暴走了，自己想支配世界的野心油然而生，并残忍的铲除了自己的天敌中条与渡，不过，田中再次钻了由希的空子，给她按了备用的洗脑系统后再次变成了田中的傀儡。再次洗脑后的由希甜心闪光变身的姿态是额头上有一颗紫黑色的水晶（方钻形），胸前的标志由方钻变成了草花形的邪恶身姿。之后，在与甜心战斗中，甜心破坏了操纵由希的洗脑装置，但是支配世界的野心思想还是没有改变，打算杀了甜心让自己成为独一无二的绝对存在，只是在与甜心战斗时，一边作战一边显现出对暴走意志的抵抗，良心现出而流泪了。最后由希打算甜心闪光分解了甜心，不过反过来倒被甜心给分解了。战斗结束后，甜心在消耗了很大的力量需要一点点的睡眠时间，由希把甜心托付给了早见后与美希（幻影）一同从本剧的舞台离开了，不过由希与美希一样活在了甜心当中，成为了甜心的一部分。（之后的剑持夫妻是如月博士制造出来的人造人）
老源
饰：なぎら健壱
电视剧登场的角色。早见侦探事务所这个有名的肋骨铺的一个流浪汉。是全国流浪汉们的巨头，对豹爪情报的收集与调查了如指掌。屡次购入原形不明的食物慰劳甜心他们。同时，也有显出老源闪光变成的战士使用技能击退了田中夫妻的事。
秋夏子
饰：小松爱
甜心的同班同学，学生宿舍的同屋。从不知道甜心与豹爪组织战斗的事情，还有甜心每天做出的哪些常人不可及的事情，不过，根据由希的邪恶计划终于知道了甜心不是普通的人类而是一个人造人。同学们都渐渐远离甜心，而最终她还是选择了与甜心的友情。
如月光史郎博士
饰：永井豪

## 制作组
- 原作：永井豪
- 总监督：横山诚
- 监督：横山诚、宫坂武志、本田隆一、田崎龙太、雨宫庆太
- 系列构成：井上敏树
- 剧本：井上敏树、犬饲和彦、户塚直树、长谷川圭一、三条陆、石桥大助
- 角色造型：出渕裕
- 音乐：渡边刚
- 制作：ブロードマークス、ディープサイド
- 企划・制作：甜心制作委员会

## 主题歌
片頭曲
- 「甜心戰士」

作词：クロードQ 作曲：渡边岳夫 编曲：渡边刚 歌：ワイルド三人娘
片尾曲
- 「BUT, metamorphosis」（甜心戰士的专属歌）

作词：畑亚贵 作曲/编曲：黒須克彦 歌：栗林美奈实
- 「I lost the place」（姊妹美希的专属歌）

作词：畑亜貴 作曲/编曲：黒須克彦 歌：美郷あき
- 「吐息Scarlet...」（姊妹由希的专属歌）

作词：こだまさおり 作曲/编曲：大久保薫 歌：结城爱良

## 放映剧集
| 放送日     | 话数          | 每话剧名          | 剧本               | 监督             |
| ---------- | ------------- | ----------------- | ------------------ | ---------------- |
| 2007/10/2  | 1             | 甜心闪光!         | 井上敏树           | 横山诚           |
| 2007/10/9  | 2             | 夜总会大作战!     | 井上敏树・犬饲和彦 | 横山诚           |
| 2007/10/16 | 3             | 护士探寻!         | 井上敏树           | 横山诚           |
| 2007/10/23 | 4             | 恐怖的拍卖会!     | 井上敏树           | 横山诚           |
| 2007/10/30 | 5             | 第二个少女!       | 井上敏树           | 宫坂武志         |
| 2007/11/6  | 6             | 主人您请!         | 戸塚直樹           | 本田隆一         |
| 2007/11/13 | 7             | 小心手机!         | 井上敏樹           | 宮坂武志         |
| 2007/11/20 | 8             | 危险课程!         | 井上敏樹           | 田﨑竜太         |
| 2007/11/27 | 9             | 大小姐绑架事件!   | 井上敏樹           | 横山誠           |
| 2007/12/4  | 10            | 三重约会的陷阱!   | 井上敏樹           | 横山誠           |
| 2007/12/11 | 11            | 黑心的大妈!       | 井上敏樹・戸塚直樹 | 横山誠           |
| 2007/12/18 | 12            | 欲望的合唱!       | 长谷川圭一         | 宫坂武志         |
| 2007/12/25 | 13            | 大家一起来联谊!   | 三条陆             | 宫坂武志         |
| 2008/1/8   | 14            | 干杯纪念!         | 石桥大助           | 横山诚           |
| 2008/1/15  | 15            | 暴走甜心!         | 井上敏树           | 田﨑龙太・横山诚 |
| 2008/1/22  | 16            | 禁断恋情!         | 井上敏树           | 田﨑龙太・横山诚 |
| 2008/1/29  | 17            | 恶魔的大合唱!     | 犬饲和彦           | 雨宫庆太         |
| 2008/2/5   | 18            | 把爸爸还给我!     | 井上敏树           | 雨宫庆太         |
| 2008/2/12  | 19            | 人造人滚出去!     | 井上敏树           | 横山诚           |
| 2008/2/19  | 20            | 存在的价值!       | 井上敏树           | 横山诚           |
| 2008/2/26  | 21            | 如月博士的秘密!   | 井上敏树           | 宮坂武志         |
| 2008/3/4   | 22            | 最后的愿望!       | 井上敏树           | 宮坂武志         |
| 2008/3/11  | 23            | 父亲大人送的礼物! | 井上敏树           | 横山诚           |
| 2008/3/18  | 24            | 激情的安魂曲!     | 井上敏树           | 横山诚           |
| 2008/3/25  | 25            | 爱的战士们!       | 井上敏树           | 横山诚           |
| 2008/11/21 | 26（DVD收录） | 如月博士的笔记!   | 石桥大助           | 横山诚           |